# Kirchberg-Thening
Kirchberg-Thening je obec v rakouské spolkové zemi Horní Rakousy v okrese Linec-venkov.
Luterská růže ve znaku obce odkazuje ke zdejší protestantské tradici.

## Počet obyvatel
K 1. lednu 2015 zde žilo 2 306 obyvatel.

## Politika

### Starostové
- 1991–1997 Fritz Bauer
- 1997–2002 Erika Weinlechner
- 2002–2015 Josef Berger
- od roku 2015 Dietmar Kapsamer (SPÖ)[2]